# Conseil d'évaluation de l'École
Le Conseil d'évaluation de l'École (CEE) est une instance française placée auprès du ministre chargé de l'Éducation nationale chargée d'évaluer en toute indépendance l'organisation et les résultats de l'enseignement scolaire. Créé en 2019 par la loi n° 2019-791 du 26 juillet 2019 pour une école de la confiance, le Conseil d'évaluation de l'École est la quatrième instance évaluative du système scolaire en vingt ans et prend la suite du Conseil national d'évaluation du système scolaire (Cnesco) 2013-2019, du Haut Conseil de l'éducation (HCE) 2005-2013 et du Haut Conseil de l'évaluation de l'école 2000-2005 avec des missions élargies.

## Création
Proposée par la Cour des comptes dans son rapport d'enquête L’éducation nationale : organiser son évaluation pour amélioration sa performance "l’instauration d’une instance chargée de missions renforcées" d'évaluation a été discutée lors du débat parlementaire et a fait l'objet d'amendements qui ont modifié sa composition pour renforcer son indépendance : il y a en effet « deux particularités de sa composition : d’une part la position minoritaire des représentants du ministre, d’autre part, la présence de deux représentants de chacune des deux chambres du Parlement désignés pour la durée de leur mandat ».

## Fonctionnement

### Composition
La composition du CEE comporte 14 membres dont quatre sont nommés par l’exécutif.
Les membres actuels du Conseil sont :
- Daniel Auverlot, nommé par décret du président de la République ;
- Anna Cristina D'Addio et Éric Charbonnier, nommés sur désignation du président de l'Assemblée nationale[7] ;
- Martine Daoust et Jacques Lévy, sur désignation du président du Sénat ;
- Olivier Houdé, sur désignation du chancelier de l'Institut de France ;
- les députés Bertrand Sorre et Ayda Hadizadeh et les sénateurs Marie-Pierre Monier et Jean Hingray, désignés par les présidents de leurs assemblées respectives après avis de leur commission éducation ;
- Caroline Pascal, Dgesco, Dominique Marchand, cheffe de l'IGÉSR par intérim, et Madga Tomasini, directrice de la Depp en tant que représentants du ministre de l'Éducation nationale.

#### Déontologie
Lors de sa première séance le Conseil a voté l'application d'une charte de déontologie pour "les membres, collaborateurs et experts du Conseil d’évaluation de l’École" afin de prévenir tout conflit d'intérêts et la non utilisation à d’autres fins des informations, données ou analyses effectuées par le Conseil. L’ensemble des productions du le Conseil sont librement accessibles par l’ensemble des citoyens sur son site.

##### Comités et groupes de travail
Afin d'enrichir les réflexions et de recueillir les expertises le Conseil prend des avis auprès :
- d'un comité consultatif (44 membres acteurs, partenaires et /ou spécialistes de l'éducation nationale et du monde scolaire) ;
- d'un comité territorial (30 recteurs d'académie et de région académique).

Et prend appui sur les travaux de groupes de travail et de comités techniques d'évaluation.

## Missions
Les missions du CEE sont fixées par le Code de l'éducation, il est chargé de : 
- veiller à la cohérence des évaluations, nationales et internationales ;
- donner un avis sur les méthodologies, les outils et les résultats de ces évaluations ;
- définir le cadre méthodologique et les outils des autoévaluations et des évaluations des établissements et en suivre la mise en œuvre ;
- établir une synthèse des différents travaux d'évaluation portant notamment sur les acquis des élèves, les dispositifs éducatifs et les établissements d'enseignement scolaire.

Les travaux du Conseil d'évaluation sont publics, ils ont vocation à éclairer les pouvoirs publics et enrichir le débat public sur l'éducation.

### L'évaluation des établissements
Au titre de sa deuxième mission, le Conseil a arrêté le cadre général de l’évaluation des établissements du second degré et des écoles et leurs annexes : guides d’auto-évaluation, cahier des charges de l'évaluation externes, charte de déontologie de l’évaluation externe. Elle concerne l’ensemble des établissements scolaires publics et privés sous-contrat (environ 50 000 écoles et 11 000 établissements du second degré). La France était le dernier pays de l’Union européenne à ne pas avoir d’évaluation des établissements scolaires systématique, régulière et cadrée au niveau central.
Une première campagne d'évaluation des établissements du second degré s'est déroulé pendant l'année scolaire 2020-2021 et une seconde à la rentrée 2021.